# Concrete Blonde
Concrete Blonde foi uma banda de rock alternativo formada em Hollywood, Califórnia. Estiveram ativos de 1982 a 1995, de 2001 a 2004, e depois se reuniram em 2010 e se separaram novamente em 2012. Eles são conhecidos principalmente pelas letras e voz pungentes de Johnette Napolitano.
Fizeram muito sucesso na década de 90, quando diversos filmes de ação utilizaram suas músicas como trilha sonora, como por exemplo "I Want You" no filme "Caçadores de Emoção".

## História
A cantora / letrista / baixista Johnette Napolitano formou a banda Dream 6 com o guitarrista James Mankey em Los Angeles, em 1982, lançando um LP homônimo na França pela gravadora Happy Hermit em 1983. Quando eles assinaram contrato com a I.R.S Records em 1986, o colega de gravadora Michael Stipe sugeriu o nome Concrete Blonde, que descreveria o contraste entre seu rock pesado e suas letras introspectivas (concrete=concreto, blonde=renda de seda). 
O primeiro lançamento da banda foi o álbum "Concrete Blonde", de 1986, que incluiu "Still in Hollywood". Eles adicionaram um baixista em tempo integral, Alan Bloch, para o lançamento do segundo álbum, "Free" de 1989.
O terceiro álbum, "Bloodletting", de 1990, tornou-se o mais bem-sucedido comercialmente da banda. O álbum foi certificado com disco de ouro pela RIAA, e incluiu seu maior single, "Joey", que passou 21 semanas na Billboard Hot 100, chegando a 19ª posição. Na época o baterista da banda Roxy Music, Paul Thompson, substituiu Rushakoff, enquanto Rushakoff estava em tratamento contra o vício em drogas. Em 1992, foi lançado Walking in London, que marcou o retorno do baterista original Rushakoff (devido aos problemas de imigração de Thompson); Mexican Moon de 1993 incluiu a formação Bloodletting com Thompson de volta na bateria.
A banda se separou em 1995, e se reuniu em 1997, com Napolitano e Mankey se unindo à banda Los Illegals para o álbum Concrete Blonde y Los Illegals. Os vocais eram principalmente em espanhol. Durante shows ao vivo, a banda mudou o refrão de "Still in Hollywood" para "Still in the Barrio", e incluiu covers de "Immigrant Song" do Led Zeppelin e "Little Wing" de Jimi Hendrix. 
Em 2001, a banda se reuniu novamente lançando mais dois álbuns inéditos, Group Therapy em 2002 e Mojave em 2004. Rushakoff foi demitido da banda em 2002 por ter faltado a vários ensaios e shows. Ele foi substituído por Gabriel Ramirez.

## Canções famosas
- Still in Hollywood, a primeira canção a ganhar espaço na programação da MTV
- Dance Along The Edge, que muitas pessoas reconhecem pelo seu distintivo pre-refrão
- God is a Bullet, que ganhou muito espaço na programação de rádios universitárias
- Everybody knows, um cover da canção de Leonard Cohen (esse cover se tornou famoso graças à trilha sonora do filme Pump Up the Volume, em que ela aparece no lugar da versão de Cohen, que é tocada durante o filme. A versão do Concrete Blonde só aparece no final do filme)
- Ghost of a Texas Ladies Man de Walking in London
- Bloodletting (the Vampire Song), a faixa-título do álbum Bloodletting, na qual se ouve o som de uma chuvarada e de um relógio como o Big Ben
- I Want You que faz parte da trilha do filme Caçadores de Emoção

- Jonestown, do álbum "Mexican Moon" (1993), menciona o massacre de Jonestown liderado por Jim Jones.

## Discografia
- Concrete Blonde (1986)
- Free (1989)
- Bloodletting (1990)
- Walking in London (1992)
- Mexican Moon (1993)
- Still in Hollywood (1994) - uma compilação de gravações ao vivo e material inédito
- Recollection (1996) - compilação de 17 faixas dos primeiros cinco álbuns, além de versão cover ao vivo da Mercedes Benz (cover de Janis Joplin)
- Concrete Blonde y Los Illegals (1997) - colaboração com a lendário banda chicana de punk-rock de Los Angeles
- Group Therapy (2002)
- Live in Brazil (2003) - álbum duplo ao vivo
- The Essential (2005) - inclui 13 faixas remasterizadas dos primeiros quatro álbuns e uma versão diferente da música "Sun"
- Mojave (2004)
- Bloodletting: 20th Anniversary Edition (2010) - álbum original remasterizado com seis faixas bônus

## Singles
True, 1986, em vinil, apenas 
Caroline, 1990 
Joey, 1990 
Ghost of a Texas Ladies' Man, 1992 
Someday, 1992 
Walking in London, 1992 
Heal it Up, 1993 
Mexican Moon, 1994 
Jonestown, 1994, em vinil apenas, inclui uma versão não-censurada, não disponível no álbum